# Katharina Böhm
Katharina Böhm (également connue sous le nom de Kathi Böhm ou encore Kati Böhm), née le 20 novembre 1964 Sorengo, en Suisse, est une actrice autrichienne.

## Biographie
Katharina Böhm est née le 20 novembre 1964 à Lugano[réf. nécessaire], en Suisse.
Elle est la fille des acteurs Barbara Lass et Karlheinz Böhm et la petite-fille du chef d'orchestre Karl Böhm. Elle suit les traces de ses parents en interprétant, à l'âge de 12 ans, en 1978, son premier rôle dans la série Heidi, où elle joue Clara,.
Elle étudie à l'école de théâtre Krauss et obtient ses premiers rôles à la télévision et du cinéma, elle s'est fait connaître dans la série Legacy of Guldenburgs. À Vienne, elle a joué dans des pièces comme Othello et la fleur de cactus. En Italie, elle a fait notamment plusieurs épisodes de la série du détective inspecteur Montalbano.
Actrice réputée, elle mène une brillante carrière en Allemagne et en Autriche où elle travaille régulièrement pour le cinéma et la télévision.
Katharina Böhm vit près de Munich avec le régisseur Rick Ostermann et leur fils Samuel (Sam), né en 1998.
Depuis 2012, sur la chaîne de télévision allemande ZDF, elle joue la commissaire Vera Lanz, rôle principal de la série policière intitulée Die Chefin (La Cheffe).

## Filmographie
| - 1978 : Heidi - 1979 : Lucky Star - 1980 : Die Einfälle der heiligen Klara - 1983 : Es gibt noch Haselnußsträucher - 1983 : Kaltes Fieber - 1985 : Tarot - 1985 : Bluterbe - 1986 : Of Pure Blood - 1987–1990 : Das Erbe der Guldenburgs - 1988 : Magdalene de Monica Teuber : Anna - 1993 : Die Kinderklinik - 1995 : Fesseln - 1995 : Alles außer Mord! (série télévisée, épisode Tödlicher Irrtum) - 1995 : Um die 30 - 1995 : Noël et après - 1996 : Gespräch mit dem Biest - 1996 : Der König (série télévisée, épisode Verliebt, verlobt, tot) - 1996 : Living Dead - 1996 : Mein Baby soll leben - 1996 : Das Traumschiff (série télévisée, épisode Sydney) - 1996 : A rischio d'amore - 1997 : Die Unzertrennlichen - 1997 : Der große Lacher - 1998 : Gigolo – Bei Anruf Liebe - 1998 : Polizeiruf 110 (série télévisée, épisode Rot ist eine schöne Farbe) - 1998 : Die Ehre der Strizzis - 1998 : Geliebte Gegner - 1999–2011 : Les enquêtes de Montalbano (série télévisée) - 1999 : Paul und Clara – Liebe vergeht nie - 2000 : Die Braut meines Freundes - 2000 : Die Nacht der Engel - 2000 : Rette deine Haut! - 2000 : Zwischen Liebe und Leidenschaft - 2001 : Ein Sommertraum - 2001 : Tatort (série télévisée, épisode Nichts mehr im Griff) | - 2001–2008 : Siska (série télévisée, deux épisodes) - 2001 : Die Braut meines Freundes - 2002 : Die Zeit mit dir - 2002 : Der Freund von früher - 2002–2010 : Le Renard (Der Alte) (série télévisée, quatre épisodes) - 2003–2005 : Nachtschicht (série télévisée, trois épisodes) - 2003 : Dann kamst du - 2003 : Der zehnte Sommer - 2003 : Ich werde immer bei euch sein - 2003 : Gefährliche Gefühle - 2004 : René Deltgen – Der sanfte Rebell (documentaire tv) - 2005 : Wolff, police criminelle (Fernsehserie, Folge Kunstschuss) - 2005 : Was für ein schöner Tag - 2005 : Tausche Kind gegen Karriere - 2006 : Schuld und Rache - 2006 : Stunde der Entscheidung - 2007 : Alma ermittelt – Tango und Tod - 2007 : Die andere Hälfte des Glücks - 2007 : Zu schön für mich - 2007 : Eine folgenschwere Affäre - 2007 : Das 100 Millionen Dollar Date - 2007 : Wiedersehen in Verona - 2008 : Die Sache mit dem Glück - 2008 : Der russische Geliebte - 2008 : Zeit zu leben - 2008 : Hinter dem Spiegel - 2009 : Ein Dorf schweigt - 2009 : Bis an die Grenze - 2009 : Un cas pour deux (Ein Fall für Zweii) (série télévisée, épisode Schmerz der Liebe) - 2010 : Sechs Tage Angst - 2010 : Solange du schliefst - 2010 : Kommissar Stolberg (série télévisée, épisode Nachtgestalten) - 2011 : Mord in bester Familie - 2012 : Russisch Roulette - 2012 : Die Chefin |